# Everett (Washington)
Pour les articles homonymes, voir Everett.
Everett est une ville américaine, siège du comté de Snohomish dans l'État de Washington, en banlieue nord de Seattle. Selon le recensement de 2020, la ville était peuplée de 110 629 habitants.
La ville possède la deuxième plus grande marina de la côte ouest et est le terminus occidental du segment ouest de la U.S. Route 2.
Everett est également l'hôte d'une équipe de hockey sur glace de la Ligue de hockey de l'Ouest, les Silvertips d'Everett. Aussi, Everett a une équipe de la National Lacrosse League, les Washington Stealth.

## Histoire[1]
Le premier colon d'origine européenne à s'installer à l'endroit où se trouve actuellement Everett fut Dennis Brigham en 1861. Ce n'est cependant qu'en 1890 qu'Henry Hewitt, Charles Colby et Colgate Hoyt décidèrent de fonder une véritable ville en créant la Everett Land Company chargée du développement de la cité. Le nom de la ville provient du nom du fils de Charles Colby. La ville fut officiellement incorporée en 1893, l'année où le chemin de fer (Great Northern Railway) arriva dans la ville. Le chemin de fer et les mines alentour permirent le développement de la ville. En 1916, des émeutes éclatèrent entre le shérif de la ville, Donald McRae, et des membres du syndicat Industrial Workers of the World faisant sept morts.

## Géographie
Everett se situe sur la péninsule de Port Gardner, formée par la baie de Port Gardner à l'ouest et le fleuve Snohomish, à l'est et au nord. Les villes immédiatement autour d'Everett sont en partant du nord dans le sens horaire : Marysville, Lake Stevens, Snohomish, Mill Creek, Lynnwood et Mukilteo.
Le climat d'Everett est très influencé par les masses d'air marin, ce qui entraîne de faibles variations saisonnières de température, bien moins prononcées qu'à l'intérieur des terres. Les précipitations sont fortement affectées également par la présence de la zone de Convergence de Puget Sound, un effet local de la circulation atmosphérique dans la région de Puget Sound qui génère souvent des précipitations intenses sur une mince bande dans le secteur.

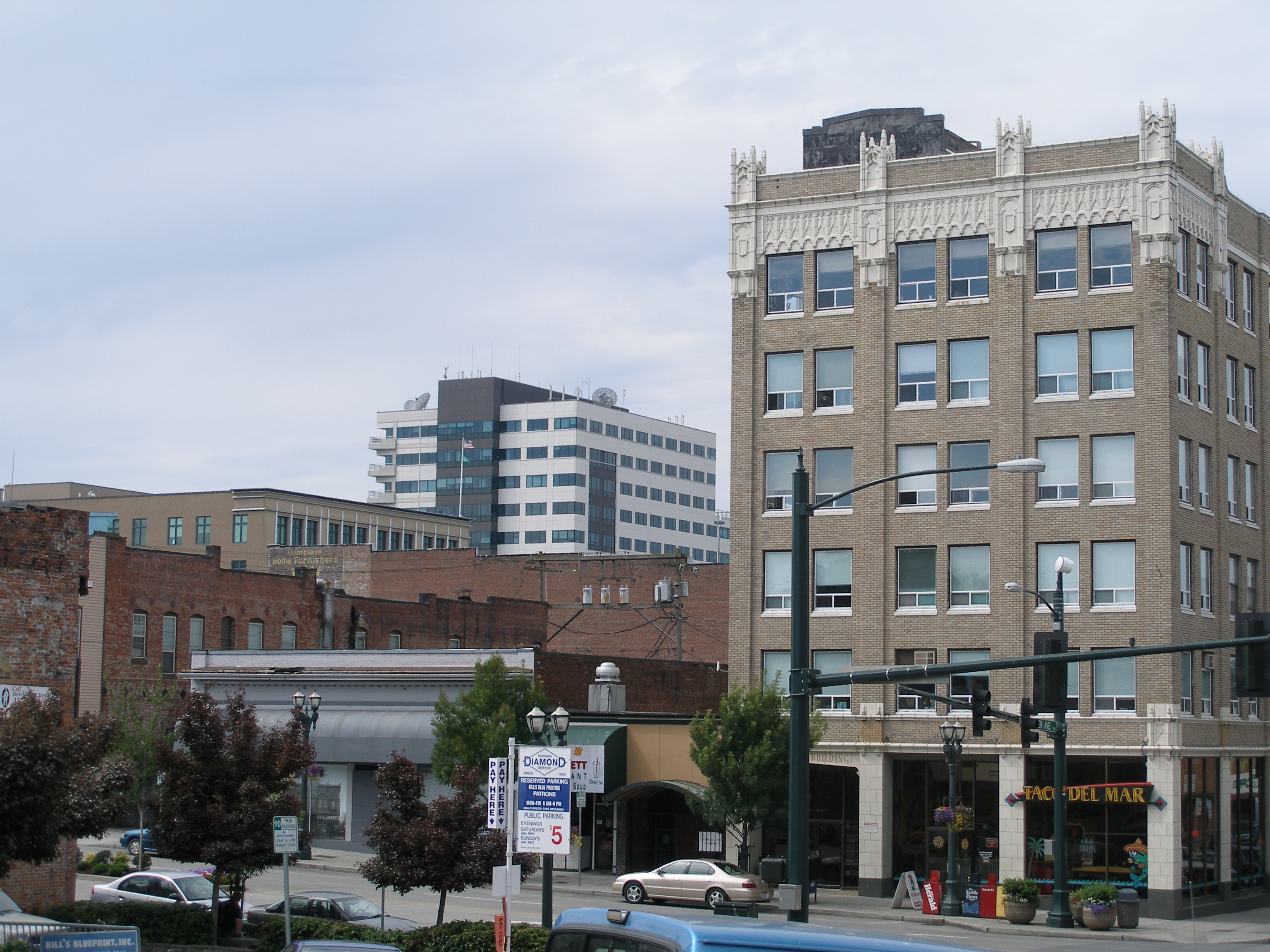
Le centre-ville d'Everett.
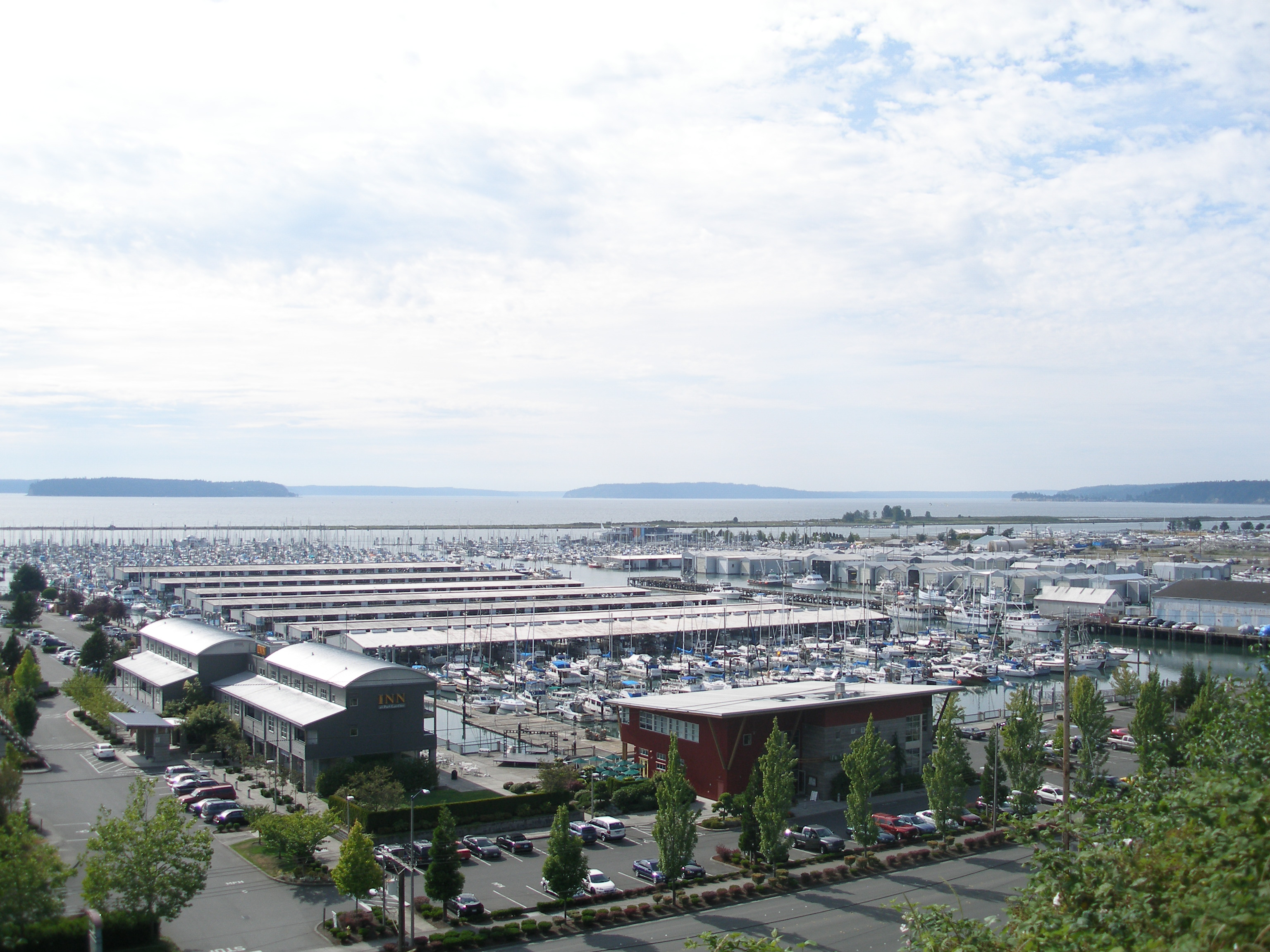
La marina d'Everett.

|                      | Jan   | Fév  | Mar  | Avr  | Mai  | Jui  | Jul  | Aou  | Sep  | Oct  | Nov   | Déc   | Année |
| -------------------- | ----- | ---- | ---- | ---- | ---- | ---- | ---- | ---- | ---- | ---- | ----- | ----- | ----- |
| Moy. Temp. Max. (°C) | 8     | 9    | 12   | 14   | 18   | 20   | 23   | 23   | 21   | 16   | 11    | 7     | 15    |
| Moy. Temp. Min. (°C) | 1     | 2    | 3    | 5    | 8    | 11   | 12   | 12   | 9    | 6    | 3     | 1     | 7     |
| Précipitations (mm)  | 111.0 | 86.6 | 98.0 | 75.2 | 65.3 | 57.4 | 33.5 | 34.3 | 53.1 | 82.6 | 129.8 | 126.7 | 953.5 |

## Économie
L'économie d'Everett a d'abord été liée à l'industrie minière et forestière. Aujourd'hui l'industrie aérospatiale prédomine. C'est à Everett que se trouve l'usine de fabrication des Boeing 747, 767, 777 et 787. Appelée Paine Field, il s'agit du plus grand bâtiment du monde en volume, avec 13,3 millions de mètres cubes.

## Présence militaire
La marine américaine y possède une base navale depuis 1994 dans laquelle sont basés un porte-avions et plusieurs autres navires.

## Personnalités liées à la ville
- Catégorie:Naissance à Everett (Washington)

Autres
- David Duncan, auteur de science-fiction, est décédé à Everett ;
- Grady Sizemore, joueur de baseball, a fait une partie de ses études à Everett.

## Jumelages
Everett est jumelée avec deux villes :
- Sovetskaya Gavan (Russie)
- Iwakuni (Japon)